# FC Dnipro
FC Dnipro (în ucraineană Футбо́льний Клуб «Дніпро́») a fost un club de fotbal din orașul Dnipro, Ucraina.

## Palmares
- Campionatul URSS / Campionatul Ucrainei: 1983, 1988

Vicecampioană: 1987, 1989, 1992–93, 2013–14
Locul 3: 1984, 1985, 1992, 1995, 1996, 2001, 2004
- Cupa URSS / Cupa Ucrainei: 1989

Finalistă: 1995, 1997, 2004
- Supercupa URSS: 1989

Finalistă: 1984
- Cupa Federației URSS:: 1986, 1989

Finalistă: 1990

## Jucători faimoși
| - Anatoly Demyanenko - Gennadiy Litovchenko - Oleg Protasov - Oleh Taran - Vadim Yevtushenko - Yuri Maximov - Maksym Pashayev - Mykola Pavlov - Dmytro Mykhailenko - Serhiy Bezhenar - Ievhen Konopleanka |  | - Serhiy Kovalets - Serhiy Konovalov - Dmytro Parfenov - Oleh Venglinsky - Ruslan Rotan - Andriy Rusol - Volodymyr Yezerskiy - Serhiy Nazarenko - Nery Castillo - Ionuț Mazilu |

## Antrenori
| - Valery Lobanovsky (1969-1973) - Yozhef Sabo (1978-1980) - Vladimir Yemets și Gennadiy Zhizdik (1981-1986) - Evgeny Kucherevsky(1987-1992) - Mykola Pavlov (1992-1994) - Bernd Stange (1995-1996) - Mykola Fedorenko(1999-2001) - Evgeny Kucherevsky(2001-2005) - Oleg Protasov (2006-2008) - Vladimir Bessonov (2008-2010) - Juande Ramos (2010-22 mai 2014) - Myron Markevych (26 mai 2014–2016) - Dmitro Mihajlenko (2016-) |